# Chiesa di San Giovanni Battista (Scandiano)
La chiesa di San Giovanni Battista è un edificio di culto cattolico situato a Rondinara, frazione di Scandiano, in provincia di Reggio Emilia e diocesi di Reggio Emilia-Guastalla; fa parte del vicariato della Valle del Secchia.

## Storia
La chiesa è nominata in un documento del 1302 come filiale della Pieve di San Eleucadio, a San Valentino di Castellarano. L'edificio è caduto in rovina nel 1543 ed è rifabbricato nel 1664, venendo terminato diversi anni dopo. La chiesa subì un ulteriore restauro nel 1789 e circa un secolo dopo venne costruito il campanile con celle a bifora. Nel 1886 fu costruita la canonica a fianco dell'edificio, in sostituzione di quella esistente ritenuta troppo distante.

## Architettura
La chiesa sorge sulla riva destra del Tresinaro, a fianco del castello. La chiesa presenta una facciata a capanna intonacata, con due cappelle laterali. L'interno presenta una sola navata con tre altari. Il maggiore è dedicato alla natività di San Giovanni Battista, mentre i minori alla Madonna del Rosario e a San Pellegrino e Sant'Antonio da Padova. Nel coro è possibile ammirare un quadro raffigurante la natività del Battista e, sopra il battistero, una tela che rappresenta il battesimo di Gesù da parte di San Giovanni. Il pavimento è in formelle di marmo bianco e grigio ed è completamente bianco nella zona dell'altare.